# Nie Jingjing
Nie Jingjing (chinesisch 聶 晶晶 / 聂 晶晶, Pinyin Niè Jīngjīng; * 1. März 1988) ist eine chinesische Geherin.
Bei den Leichtathletik-Weltmeisterschaften 2015 in Peking belegte sie im 20-km-Gehen den 17. Platz.
Ihre persönliche Bestzeit von 1:27:51 h stellte sie am 20. März 2015 in Peking auf.